# جک باکلی (بازیکن فوتبال اهل انگلستان)
جک باکلی (انگلیسی: Jack Buckley; ۲۴ نوامبر ۱۹۰۳ – ۱۳ آوریل ۱۹۸۵) بازیکن فوتبال اهل بریتانیا بود.
از باشگاه‌هایی که در آن بازی کرده‌است می‌توان به باشگاه فوتبال لینکولن سیتی، باشگاه فوتبال دونکستر راورز، و باشگاه فوتبال گرنثم تاون اشاره کرد.